# Bertaucourt-Epourdon
Pour les articles homonymes, voir Bertaucourt.
Bertaucourt-Epourdon est une commune française située dans le département de l'Aisne, en région Hauts-de-France.

### Communes limitrophes

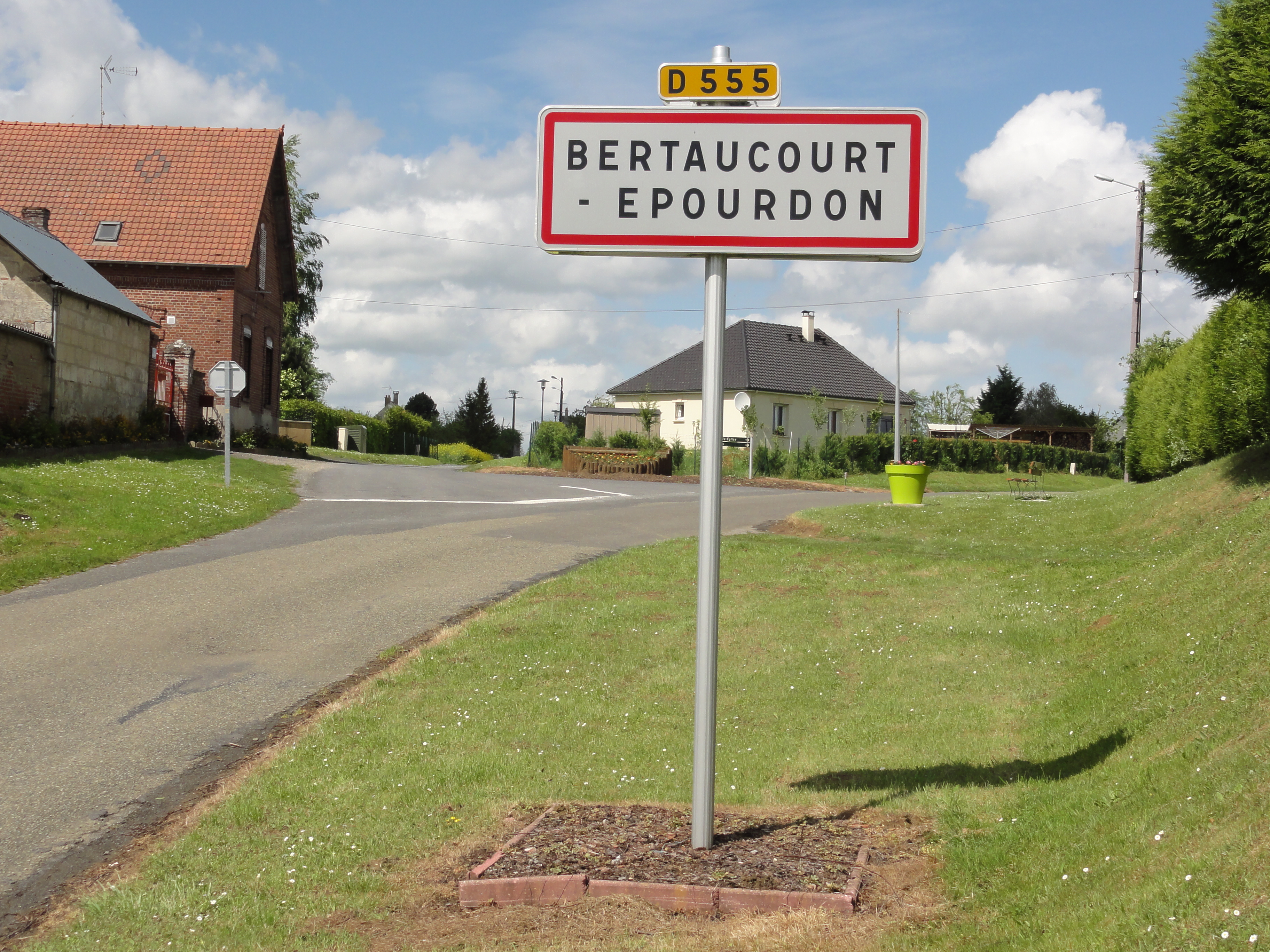
Entrée de Bertaucourt-Epourdon.

## Géographie

### Hydrographie

#### Réseau hydrographique
La commune est située dans le bassin Seine-Normandie. Elle est drainée par le ruisseau de Missancourt, le cours d'eau 01 de la commune de Deuillet, le cours d'eau 01 de la Plaine Jean Moussu, le cours d'eau 02 de la commune de Bertaucourt-Epourdon, le cours d'eau 02 de la commune de Servais, le fossé 03 de la commune de Bertaucourt-Epourdon et le fossé 04 de la commune de Bertaucourt-Epourdon,,.

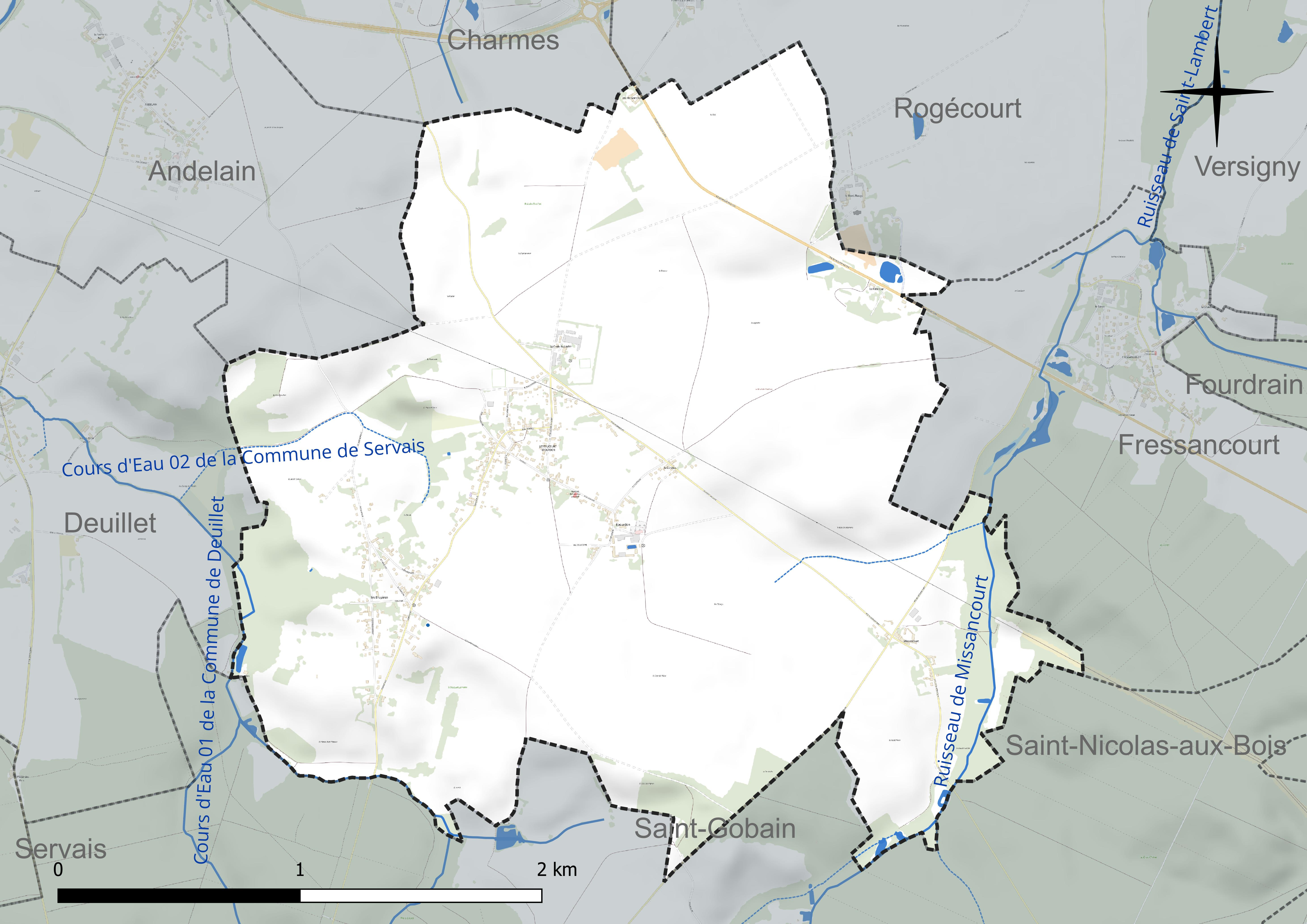
Réseau hydrographique de Bertaucourt-Epourdon.

#### Gestion et qualité des eaux
Le territoire communal est couvert par le schéma d'aménagement et de gestion des eaux (SAGE) « Oise moyenne ». Ce document de planification concerne un territoire de 1 013 km2 de superficie, délimité par le bassin versant de l'Oise moyenne. Le périmètre a été arrêté le 24 avril 2017 et le SAGE est, en 2024, encore en élaboration. La structure porteuse de l'élaboration et de la mise en œuvre est le syndicat mixte du SAGE Oise-Moyenne (SMOM).
La qualité des cours d'eau peut être consultée sur un site spécial géré par les agences de l'eau et l'Agence française pour la biodiversité.

### Climat
Pour des articles plus généraux, voir Climat des Hauts-de-France et Climat de l'Aisne.
En 2010, le climat de la commune est de type climat océanique dégradé des plaines du Centre et du Nord, selon une étude du CNRS s'appuyant sur une série de données couvrant la période 1971-2000. En 2020, Météo-France publie une typologie des climats de la France métropolitaine dans laquelle la commune est exposée à un climat océanique altéré et est dans la région climatique Nord-est du bassin Parisien, caractérisée par un ensoleillement médiocre, une pluviométrie moyenne régulièrement répartie au cours de l'année et un hiver froid (3 °C).
Pour la période 1971-2000, la température annuelle moyenne est de 10,4 °C, avec une amplitude thermique annuelle de 15,2 °C. Le cumul annuel moyen de précipitations est de 726 mm, avec 11,8 jours de précipitations en janvier et 8,9 jours en juillet. Pour la période 1991-2020, la température moyenne annuelle observée sur la station météorologique la plus proche, située sur la commune de Chauny à 12 km à vol d'oiseau, est de 11,1 °C et le cumul annuel moyen de précipitations est de 709,9 mm,. Pour l'avenir, les paramètres climatiques de la commune estimés pour 2050 selon différents scénarios d'émission de gaz à effet de serre sont consultables sur un site spécial publié par Météo-France en novembre 2022.

## Urbanisme

### Typologie
Au 1er janvier 2024, Bertaucourt-Epourdon est catégorisée commune rurale à habitat dispersé, selon la nouvelle grille communale de densité à 7 niveaux définie par l'Insee en 2022.
Elle est située hors unité urbaine. Par ailleurs la commune fait partie de l'aire d'attraction de Laon, dont elle est une commune de la couronne,. Cette aire, qui regroupe 106 communes, est catégorisée dans les aires de 50 000 à moins de 200 000 habitants,.

### Occupation des sols
L'occupation des sols de la commune, telle qu'elle ressort de la base de données européenne d'occupation biophysique des sols Corine Land Cover (CLC), est marquée par l'importance des territoires agricoles (81,4 % en 2018), en augmentation par rapport à 1990 (79,7 %). La répartition détaillée en 2018 est la suivante : 
terres arables (76,2 %), zones urbanisées (9,9 %), forêts (8,7 %), zones agricoles hétérogènes (5,2 %).
L'évolution de l'occupation des sols de la commune et de ses infrastructures peut être observée sur les différentes représentations cartographiques du territoire : la carte de Cassini (XVIIIe siècle), la carte d'état-major (1820-1866) et les cartes ou photos aériennes de l'IGN pour la période actuelle (1950 à aujourd'hui).

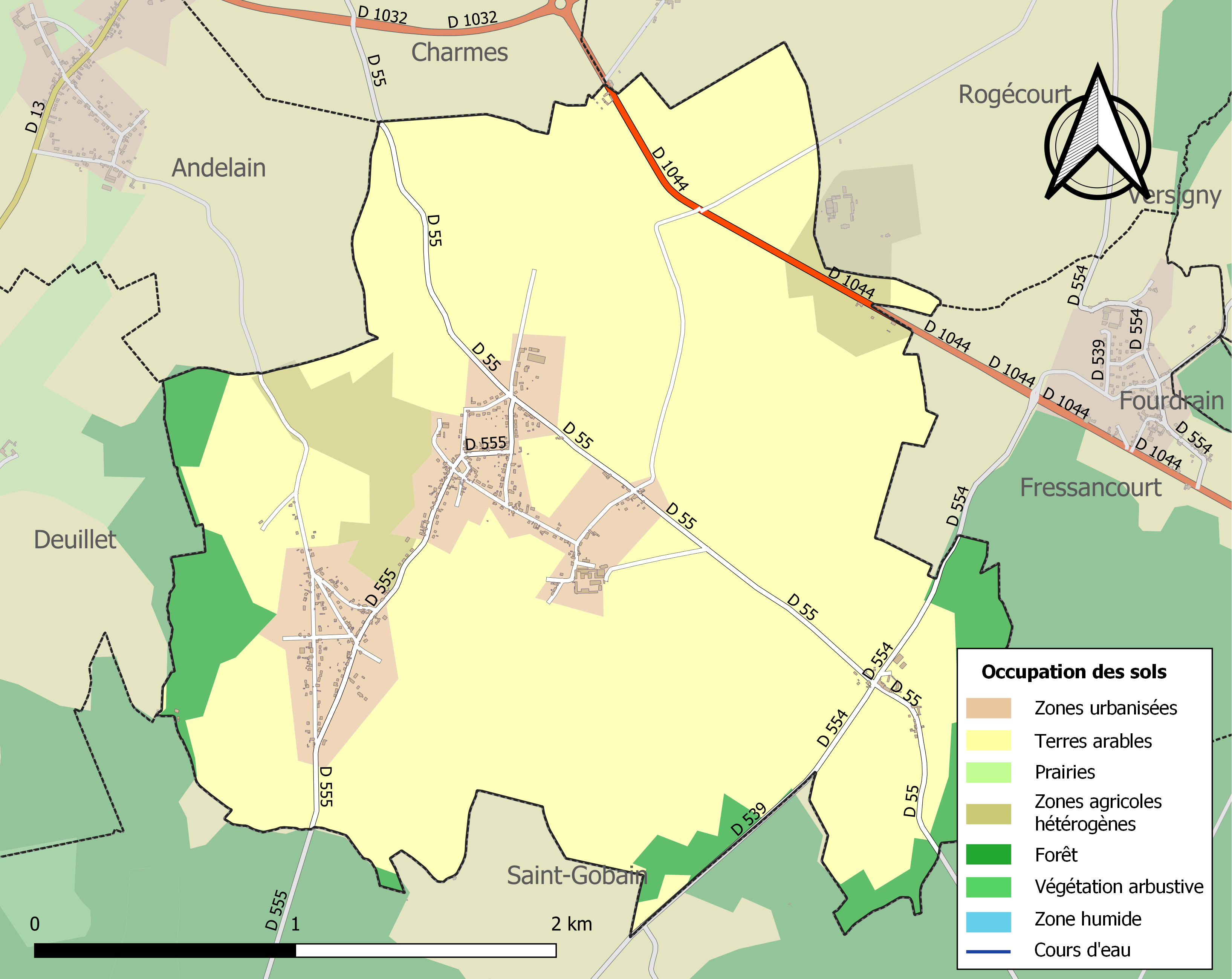
Carte des infrastructures et de l'occupation des sols de la commune en 2018 (CLC).

.

## Toponymie
Le nom de la localité est attesté sous les formes Bertolcurt (1133) ; Bertoucurt (1214) ; Bertaucourt-et-Eppourdon (1381) ; Berthaucourt (1523) ; Berteaucourt (1683).
Epourdon, ancien hameau, est attesté sous les formes Altare de Spordon (1139) ; Espordon (1255) ; Espourdon (1376) ; Esbourdon (1560) ; Cense de Mongon (1625) ; Paroisse de Saint-Martin-d'Espourdon (1678).

## Histoire
Bertaucourt a absorbé Epourdon entre 1790 et 1794.

## Politique et administration

### Découpage territorial
La commune de Bertaucourt-Epourdon est membre de la communauté d'agglomération Chauny-Tergnier-La Fère, un établissement public de coopération intercommunale (EPCI) à fiscalité propre créé le 1er janvier 2017 dont le siège est à Chauny. Ce dernier est par ailleurs membre d'autres groupements intercommunaux.
Sur le plan administratif, elle est rattachée à l'arrondissement de Laon, au département de l'Aisne et à la région Hauts-de-France. Sur le plan électoral, elle dépend du  canton de Tergnier pour l'élection des conseillers départementaux, depuis le redécoupage cantonal de 2014 entré en vigueur en 2015, et de la première circonscription de l'Aisne  pour les élections législatives, depuis le dernier découpage électoral de 2010.

### Administration municipale
| Période                                  | Période                       | Identité         | Étiquette | Qualité                                  |
| ---------------------------------------- | ----------------------------- | ---------------- | --------- | ---------------------------------------- |
| Les données manquantes sont à compléter. |                               |                  |           |                                          |
| mars 2001                                | mai 2020                      | Patrice Delville | DVG       | Retraité Réélu pour le mandat 2014-2020, |
| mai 2020                                 | En cours (au 11 juillet 2020) | Philippe Marteau |           |                                          |

## Démographie
L'évolution du nombre d'habitants est connue à travers les recensements de la population effectués dans la commune depuis 1793. Pour les communes de moins de 10 000 habitants, une enquête de recensement portant sur toute la population est réalisée tous les cinq ans, les populations de référence des années intermédiaires étant quant à elles estimées par interpolation ou extrapolation. Pour la commune, le premier recensement exhaustif entrant dans le cadre du nouveau dispositif a été réalisé en 2004.

En 2022, la commune comptait 586 habitants, en évolution de −3,78 % par rapport à 2016 (Aisne : −1,97 %, France hors Mayotte : +2,11 %).
| 1793 | 1800 | 1806 | 1821 | 1831 | 1836 | 1841 | 1846 | 1851 |
| ---- | ---- | ---- | ---- | ---- | ---- | ---- | ---- | ---- |
| 346  | 405  | 429  | 482  | 572  | 582  | 596  | 582  | 582  |

| 1856 | 1861 | 1866 | 1872 | 1876 | 1881 | 1886 | 1891 | 1896 |
| ---- | ---- | ---- | ---- | ---- | ---- | ---- | ---- | ---- |
| 618  | 606  | 600  | 589  | 593  | 577  | 561  | 557  | 567  |

| 1901 | 1906 | 1911 | 1921 | 1926 | 1931 | 1936 | 1946 | 1954 |
| ---- | ---- | ---- | ---- | ---- | ---- | ---- | ---- | ---- |
| 584  | 540  | 551  | 331  | 478  | 483  | 453  | 469  | 480  |

| 1962 | 1968 | 1975 | 1982 | 1990 | 1999 | 2004 | 2006 | 2009 |
| ---- | ---- | ---- | ---- | ---- | ---- | ---- | ---- | ---- |
| 530  | 482  | 418  | 489  | 462  | 515  | 529  | 541  | 599  |

| 2014 | 2019 | 2022 | - | - | - | - | - | - |
| ---- | ---- | ---- | - | - | - | - | - | - |
| 618  | 593  | 586  | - | - | - | - | - | - |

## Économie et tourisme
- Proche de la localité, il existe un centre équestre intégrant un centre de vacances pour adolescents entre 10 et 18 ans. Le centre équestre est ouvert toute l'année, mais la colonie n'ouvre que durant les périodes de vacances.

Gîtes touristiques.

## Culture locale et patrimoine

### Lieux et monuments

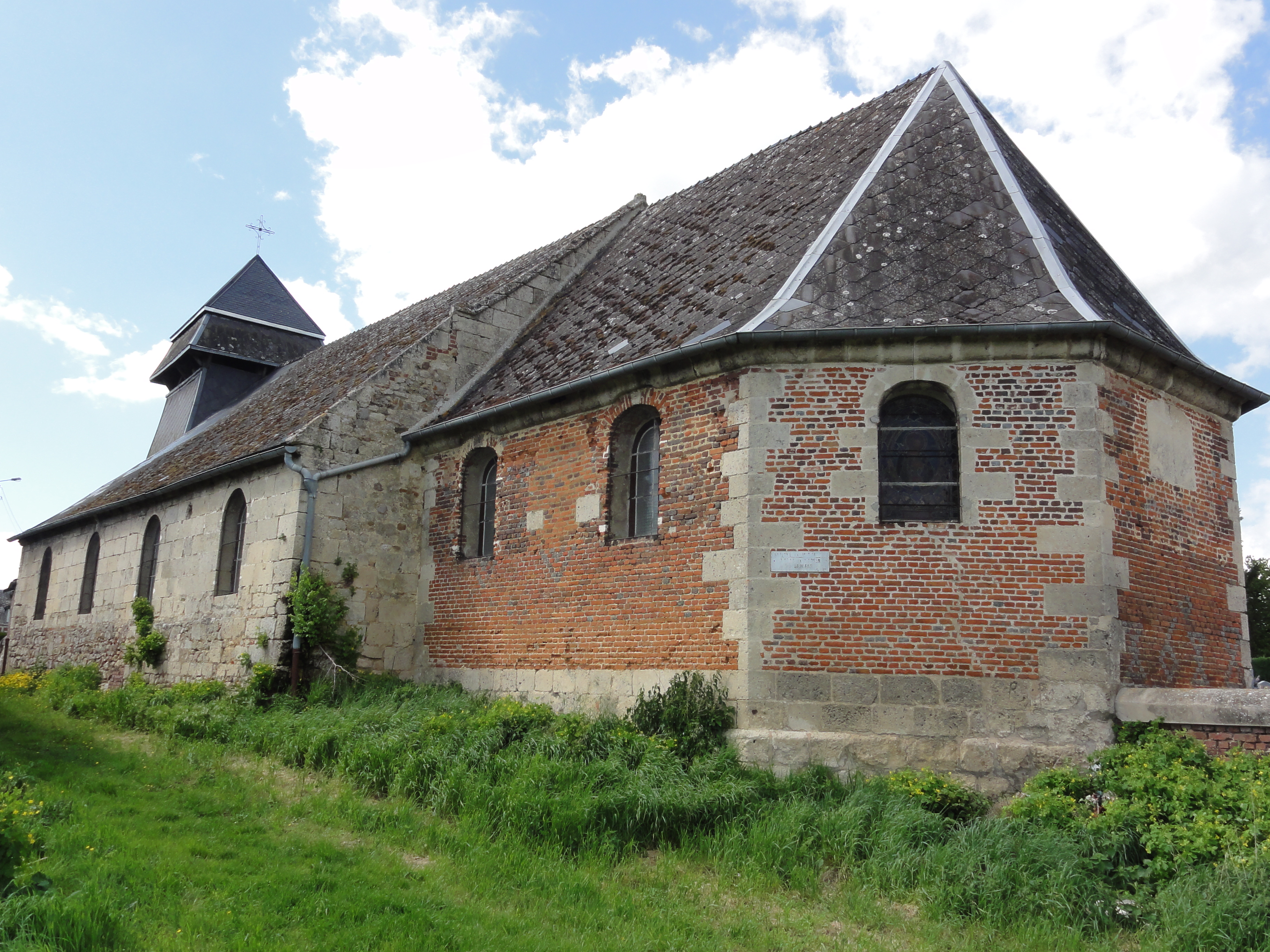
Église Saint-Martin.
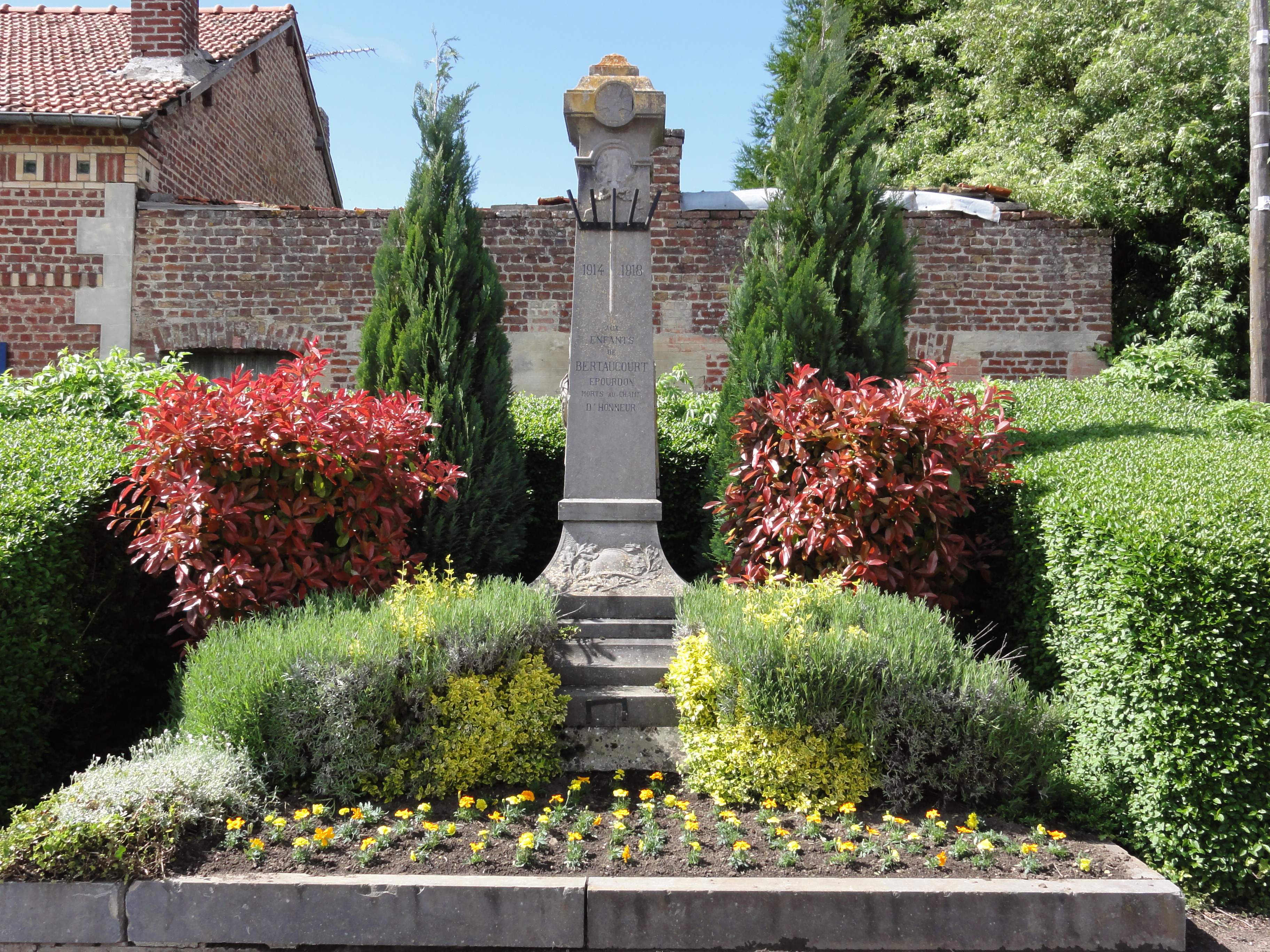
Monument aux morts.

- Église Saint-Martin.
- Monument aux morts.

## Pour approfondir